# Vladimir (Vladimirska oblast, Rusija)
Vladimir (ruski: Влади́мир) grad je u Rusiji, administrativno središte Vladimirske oblasti. Smješten je na lijevoj obali rijeke Kljazme, 180 km sjeveroistočno od Moskve. Glavno je prometno čvorište na automobilskim (M-7 "Volga") i željezničkim (Moskva – Nižnji Novgorod) magistralama (stanica Vladimir). Zračna luka Semjazino nalazi se 6 km zapadno od Vladimira, a za vrijeme hladnog rata zračna baza Dobryninskoje nalazila se 16 km sjeveroistočno.
Površina zemljišta gradskih granica iznosi 124,6 km², a područje samoga grada zauzima 60 km².
Grad je dijelom Zlatnog prstena Rusije i priznata je turistička destinacija.
Vladimir je jedinstveni grad u Rusiji. Prigradskom električnom željeznicom izravno je povezan s dvama ruskim gradovima koji imaju metro. Ako se ide vlakom iz Vladimira, najbliža postaja u Moskvi je "Novogirejevo", a u Nižnjem Novgorodu – "Moskovska".
Vladimir je bio jedan od glavnih gradova srednjovjekovne Rusije i dvije njegove katedrale su svjetska kulturna baština.